# یورگن اشنایدر
یورگن اشنایدر (انگلیسی: Jürgen Schneider؛ زادهٔ ۱۹ دسامبر ۱۹۴۹) دوچرخه‌سوار اهل سوئیس است.